# Адміністративний устрій Білозерського району
Адміністративний устрій Білозерського району — адміністративно-територіальний поділ Білозерського району Херсонської області на 1 селищну, 2 сільські громади та 15 сільських рад, які об'єднують 57 населених пунктів та підпорядковані Білозерській районній раді. Адміністративний центр — смт Білозерка.

## Список громадБілозерського району
- Білозерська селищна громада
- Музиківська сільська громада
- Станіславська сільська громада

## Список радБілозерського району
| №  | Назва                          | Центр               | Населені пункти                                                                  | Площа км² | Місце за площею | Населення (2001), чол. | Місце за населенням | Розташування |
| -- | ------------------------------ | ------------------- | -------------------------------------------------------------------------------- | --------- | --------------- | ---------------------- | ------------------- | ------------ |
| 1  | Дар'ївська сільська рада       | с. Дар'ївка         | с. Дар'ївка                                                                      |           |                 |                        |                     |              |
| 2  | Дніпровська сільська рада      | с-ще Дніпровське    | с-ще Дніпровське с-ще Первомайське с-ще Ромашкове с-ще Янтарне                   |           |                 |                        |                     |              |
| 3  | Інгулецька сільська рада       | c. Інгулець         | c. Інгулець с. Зарічне с. Ясна Поляна                                            |           |                 |                        |                     |              |
| 4  | Киселівська сільська рада      | c. Киселівка        | c. Киселівка с. Барвінок с. Зелений Гай с. Клапая                                |           |                 |                        |                     |              |
| 5  | Кізомиська сільська рада       | c. Кізомис          | c. Кізомис с-ще Берегове с. Велетенське с-ще Гончарне                            |           |                 |                        |                     |              |
| 6  | Микільська сільська рада       | c. Микільське       | c. Микільське с. Понятівка                                                       |           |                 |                        |                     |              |
| 7  | Олександрівська сільська рада  | c. Олександрівка    | c. Олександрівка                                                                 |           |                 |                        |                     |              |
| 8  | Петрівська сільська рада       | c. Петрівське       | c. Петрівське                                                                    |           |                 |                        |                     |              |
| 9  | Посад-Покровська сільська рада | c. Посад-Покровське | c. Посад-Покровське с-ще Копані с. Солдатське                                    |           |                 |                        |                     |              |
| 10 | Правдинська сільська рада      | c. Правдине         | c. Правдине с. Таврійське с. Нова Зоря                                           |           |                 |                        |                     |              |
| 11 | Радянська сільська рада        | c-ще Миролюбівка    | c-ще Миролюбівка с. Грозове с-ще Дослідне с-ще Молодецьке с. Паришеве с-ще Мирне |           |                 |                        |                     |              |
| 12 | Садівська сільська рада        | c. Садове           | c. Садове с-ще Придніпровське                                                    |           |                 |                        |                     |              |
| 13 | Токарівська сільська рада      | c. Токарівка        | c. Токарівка с. Іванівка с. Новотягинка                                          |           |                 |                        |                     |              |
| 14 | Федорівська сільська рада      | c. Федорівка        | c. Федорівка с. Ульяновка                                                        |           |                 |                        |                     |              |
| 15 | Чорнобаївська сільська рада    | c. Чорнобаївка      | c. Чорнобаївка с. Крутий Яр                                                      |           |                 |                        |                     |              |

* Примітки: м. — місто, с-ще — селище, смт — селище міського типу, с. — село